# Ctenus cochinensis
Ctenus cochinensis este o specie de păianjeni din genul Ctenus, familia Ctenidae, descrisă de Gravely, 1931. Conform Catalogue of Life specia Ctenus cochinensis nu are subspecii cunoscute.